# Jiří Kopecký
Jiří Kopecký (* 23. ledna 1957 Kladno) je bývalý československý a český hokejista.
V současnosti působí jako šéftrenér mládeže v týmu HC Kladno.

## Kariéra
První utkání sehrál v sezoně 1974/1975 v kladenském A-týmu. V této sezoně se pak s Kladnem stal mistrem republiky. Kladenský dres oblékal nepřetržitě do sezony 1986/1987, sehrál celkem 491 utkání a vstřelil 171 branek. V letech 1988 - 1993 hájil barvy HC Beroun. Kariéru ukončil v mužstvu HC Kladno 1988. Poté se párkrát objevil v mužstvu Old Boys.
V roce 1999 se stal trenérem kladenské mládeže - vedl dorost. Jako trenér působí v Kladně nepřetržitě na různých postech. Vedl zde mladší dorost, starší dorost, juniory. V sezoně 2001/2002 byl asistentem Jaromíra Šindela u kladenského A-mužstva.
Poté se znovu přesunul k mládeži, kde až do sezony 2010/2011 úspěšně vedl mladší a starší dorost.
Kromě dorostu v Kladně byl v letech 2006–2010 také hlavním trenérem reprezentačních výběrů šestnácti-, sedmnácti- a osmnáctiletých.
Po rezignaci někdejšího kladenského kouče Otakara Vejvody st. se v říjnu 2010 stal asistentem nového kouče Petra Tatíčka u A-týmu Kladna. Ve zbytku sezony měli celkem jasný cíl - udržet Kladno v extralize. To se jim celkem důstojně podařilo. 

Po sezoně se v kladenském oddílu objevila celá řada problémů, která nakonec vyústila v to, že se do čela klubu postavil Jaromír Jágr a jeho managerský tým. Trenérská dvojice Petr Tatíček a Jiří Kopecký zahájila, byť ani jeden z nich neměl platnou smlouvu, letní přípravu a nové vedení přislíbilo oběma trenérům další spolupráci. V průběhu června byl novým hlavním koučem jmenován Zdeněk Vojta, Petr Tatíček s Jiřím Kopeckým u mužstva působí dále jako jeho asistenti.

V sezoně 2011/2012 pak HC Rytíři Kladno pod vedením Zdeňka Vojty, Petra Tatíčka a Jiřího Kopeckého dokráčí, po třech letech v play out, do předkola play off a i přesto, že se mužstvu nepodařilo postoupit do čtvrtfinále, tak je sezona pro Kladno hodnocena úspěšně.

Trenérské trio Vojta, Tatíček a Kopecký pokračovalo u týmu Kladna i v sezoně 2012/2013, která byla velice zajímavá, neboť byla výluka v NHL a Kladno tak jednu dobu disponovalo dokonce pěticí zámořských posil v čele s Jaromírem Jágrem. Po jejich odchodu tým vzdor předpokladů udržel svoji výkonnost a dokázal obsadit celkové 7. místo a postoupit do předkola play off. V něm pak překvapivě vyřadil 3:2 na utkání úřadujícího mistra HC Pardubice. Druhý tým základní části, Slavia Praha, však byl nad síly Kladna, ve čtvrtfinále prohrálo 4:1 na zápasy.
Předchozí sezona se tedy dala hodnotit jako úspěšná, proto nemělo vedení klubu zájem stávající trenéry měnit. Záchranářská mise dvojice Tatíček - Kopecký v sezoně 2010/2011 vynesla oběma trenérům posty asistentů nového kouče Vojty, pod jehož vedením tým v následujících dvou sezonách hrál minimálně předkolo play off. Nebylo tedy s podivem, že trenéři v Kladně prodloužili smlouvu. Bohužel nový ročník se rozhodně nevyvíjel podle představ. Domácí prohru z prvního kola sice tým napravil ve dvou venkovních duelech, následně se ale ukázalo, že Kladno za soupeři zaostává. Nejprve byly problémy s obrannou činností, kdy tým sice vstřelil nějaké branky, ale poměrně hodně jich i inkasoval. Poté, co trenéři kladli důraz hlavně na precizní obranu se situace Kladna zlepšila. Následně ovšem nastal další problém, který se trenérům vyřešit nepovedlo - produktivita. Zejména ve 2. a začínající 3. čtvrtině prostě tým nedokázal proměňovat i ty nejvyloženější šance - průměrně Kladno nedalo ani 2 branky na zápas, což je žalostně málo. Propad tabulkou až na barážové předposlední místo začal zejména ve fanoušcích vzbuzovat nevoli. Vedení Klubu sice, jak je na Kladně zvykem, dlouho nechávalo důvěru stávajícímu týmu, nakonec se ale 18. 12. 2013 rozhodlo odvolat stávajícího kouče Zdeňka Vojtu i s oběma jeho asistenty. Byli nahrazeni trojicí Jiří Čelanský, Jan Neliba a Josef Zajíc.
V Kladně však Jiří Kopecký působil i nadále, po odvolání od A-týmu se přesunul ke kladenské mládeži, kde vede mladší dorost, s nímž se mu povedlo zachránit extraligu. U mládeže však nevydržel příliš dlouho a jeho cesta mířila opět ke kladenskému A-týmu, jelikož si ho trenér Jiří Čelanský zvolil jako svého asistenta.
V sezoně 2014/15 tedy působil opět jako asistent trenéra u kladenského, nyní již pouze prvoligového, A-týmu. Předsezónní cíl v podobě postupu mezi elitu se ovšem mužstvu pod vedením trenérů Čelanského a Kopeckého splnit nepodařilo. Kladno skončilo po základní části až na hrozivém pátém místě, ve čtvrtfinále pak vypadlo s Jihlavou 4:3 na zápasy a skončilo páté i celkově, což je doposud nejhorší umístění týmu v druhé nejvyšší soutěži v historii. Po sezoně tak oba trenéři lavičku Kladna opustili. Jiří Kopecký se přesunul ke kladenské mládeži. Archivováno 2. 4. 2015 na Wayback Machine. Tam se pak i ke svému překvapení ujal role šéftrenéra a manažera mládeže, ve funkci vystřídal Josefa Zajíce..
Před sezónou 2016/17 se vrátil zpět k A-týmu, kde se spolu s Františkem Kaberlem ml. stal asistentem Pavla Patery.  Archivováno 30. 4. 2016 na Wayback Machine.